# Премия Вольта
Премия Вольта (фр. prix Volta) была первоначально учреждена Наполеоном III во времена Второй Французской империи в 1852 году в честь Алессандро Вольты, итальянского физика, известного разработкой электрической батареи. Эта международная премия присуждается в размере 50 000 французских франков за выдающиеся научные открытия, связанные с электричеством. Премия была учреждена Министерством народного просвещения при личном финансировании французского императора. Отборочный комитет обычно состоял из членов Французской академии наук.
Среди известных лауреатов были Генрих Рум-Корфф, который коммерциализировал индукционную катушку, и Зеноб Грамм, изобретатель динамо-машины Грамма и первого практического электродвигателя, используемого в промышленности.
Одна из самых заметных наград была присуждена в 1880 году, когда Александр Грэм Белл получил четвертое издание премии Вольта за изобретение телефона. Среди членов комитета, которые судили, были Виктор Гюго и Александр Дюма, сыновья. Поскольку сам Белл становился все богаче, он использовал призовые деньги для создания учреждений в Вашингтоне и его окрестностях, округ Колумбия, в том числе престижной лаборатории Вольта в 1880 году (также известной как «Лаборатория Вольта» и  «Лаборатория Александра Грэма Белла»). предшественникBell Labs и его благотворительный фонд («Фонд Вольта»), а затем в 1887 году «Бюро Вольта», которое позже стало Ассоциацией Александра Грэма Белла для глухих и слабослышащих (AG Bell).
Присуждение премии было прекращено в 1888 году.

## Основание
Премия Вольта была основана на более ранней премии Французской академии наук в области гальванизма (фр. Prix du galvanisme), учрежденной Наполеоном Бонапартом в 1801 году. Главный приз в размере 60 000 франков и медаль в размере 30 000 франков присуждаются за открытия, подобные открытиям Вольты и Бенджамина Франклина. Главный приз так и не нашел достойного получателя.
Только четыре лауреата получили вторичную награду в размере 30 000 франков от премии Гальванизма:
- 1806 Пол Эрман.
- 1807 Год, сэр Хамфри Дэви.
- 1809 год Разделен между Жозефом Луи Гей-Люссаком и бароном Луи Жаком Тенаром.

Кроме того, основатель премии Вольта и будущий император Франции Луи-Наполеон Бонапарт (Наполеон III), племянник Бонапарта, сам был очень заинтересован в развитии науки об электричестве. В 1843 году он представил во Французской академии наук собственную вольтовую лампу, сделанную из одного металла и двух растворов кислоты.

## Правила номинации и присуждения премии
Правила премии Вольта были утверждены Наполеоном III в Париже 23 февраля 1852 года. Указ содержит пять статей:
- Статья 1. Премия в размере 50 000 французских франков, присуждаемая за новые применения вольтовой батареи в области промышленности и источников тепла, общественного освещения, химии, механики и /или медицины.
- Статья 2. К участию в конкурсе допускаются ученые и изобретатели всех национальностей.
- Статья 3. На получение приза можно претендовать в течение пяти лет.
- Статья 4. Должен быть создан комитет для анализа прорыва каждого из участников и определения, соответствует ли он необходимым условиям.
- Статья 5. За исполнение настоящего указа отвечают министры Франции.

Приведенные выше описания статей не являются буквальным переводом оригинальных французских статей.
Денежная сумма в 50 000 франков в то время составляла приблизительно 10 000 долларов США (около 290 000 долларов в текущих долларах), что более чем в пять раз превышало годовую зарплату профессора парижского факультета в то время. Между членами комитета было известно, что Эдмон Беккерель и Жан-Батист Дюма были репортерами в определенных изданиях.

## Лауреаты
Все выпуски премии Volta Prize перечислены ниже:
- 1858 Премия не присуждалась. Почетными медалями были награждены Генрих Рамкорфф, Поль-Гюстав Фроман и Дюшен де Булонь.
- Генрих Рум -Корфф 1863, за разработку катушки Рум-Корффа.
- 1871 Премия не присуждалась.
- Александр Грэм Белл 1880, за изобретение телефона. Вторая премия в размере 20 000 франков была присуждена Зенобе Грамме.
- Зеноб Грамм, 1888 год, за его труды по внедрению и совершенствованию динамо-машины постоянного тока.

Другие незначительные награды были также присуждены Полю-Гюставу Фроману за электродвигатель, Огюсту Ашару за электрический тормоз, Гаэтану Бонелли за электрический ткацкий станок, Дэвиду Эдварду Хьюзу за печатный телеграф, Джованни Казелли за пантелеграфный аппарат, Виктору Серрину за его систему освещения, Леопольду Удри загальванопластика, Дюшену де Булони за применение электричества в медицине, Гастону Планте за разработку вторичной батареи и Эрнесту Онимусу [fr] за его исследование электрических токов.